# 仰望君之少女成為公主
《仰望君之少女成為公主》是PeasSoft在2011年7月29日發售的戀愛冒險類型成人遊戲，2016年9月29日由ENTERGRAM發售PlayStation Vita版。Fandisc《仰望君之少女成為公主PLUS》收錄於《あまかん えっちな“ラブいちゃ”詰めちゃいました》，2012年9月28日獨立發售。

## 故事
就讀名門學校「綠風院學園」的金森聰，在接受高峰華菜的委託後成為學園祭演劇的主角，並且為此開始招募剩下的6名成員。

## 角色

### 主要角色
金森聰
本作的男主角。綠風院學園二年B班的特待生。過去家中經營醫院，在父親光晴過世後與母親和5位妹妹同住。為了繼承父親醫院並醫治母親而努力讀書，擁有全國榜首的實力。由於與知名財團同姓而被眾人誤為是大少爺，只有少數人知道他家實情。
鷲尾凛（聲優：真中海）
身高：153cm，三圍：B79/W55/H77，生日：5月19日，血型：AB型
聰的同學，現任的偶像歌手，黑道老大虎彥的女兒。
江夏菖蒲（聲優：夏野冰）
身高：158cm，三圍：B86/W56/H87，生日：6月8日，血型：O型
聰的學姊，學生會副會長，知名漫畫家的女兒。
星河舞輝（聲優：みる）
身高：155cm，三圍：B81/W57/H84，生日：8月15日，血型：B型
聰在學校舞會中偶然認識的同年級學生，雙親是世界有名的演員。
高峰華菜（聲優：青山ゆかり）
身高：162cm，三圍：B83/W55/H82，生日：9月1日，血型：A型
聰的學姊，高峰財團的大小姐，綠風院學園的理事長兼學生會會長。
宮園瞳（聲優：鈴田美夜子）
身高：146cm，三圍：B72/W50/H70，生日：10月10日，血型：AB型
聰的學妹，天才科學家。

### 其他角色
克蘿伊（聲優：櫻川未央）
綠風院學園二年級學生，瞳開發的機器人，目前擔任服侍舞輝的女僕。
西之宮怜奈（聲優：一色ヒカル）
綠風院學園的數學老師，聰的班級老師。
金森洋子（聲優：佐本二厘）
聰的母親，怜奈的青梅竹馬。
金森結衣（聲優：野神奈々）
聰的妹妹，金森家的長女。

## 主題曲
片頭曲「仰望君之少女成為公主」（君を仰ぎ乙女は姫に）
作詞、主唱：Ne;on，作曲、編曲：羽丘淳
插入曲「Ready!Princess'S Ball」
作詞、主唱：Ne;on，作曲、編曲：羽丘淳
片尾曲「Just in my heart」
作詞、主唱：Ne;on，作曲、編曲：羽丘淳

## 外部連結
- 官方網站（日語）
- 英文版官方網站（页面存档备份，存于）（英文）
- PSV版官方網站（页面存档备份，存于）（日語）